# 韩志国
韩志国（?年11月30日—），吉林省松原市乾安县人，中国经济学者，他以“中国股份经济与市场经济理论”而著名。

## 生平
1982年，韩志国毕业于吉林大学经济学系。

## 家庭
韓志國在家排行第三；大哥：韩志君，一级导演、编剧；二哥：韩志晨，编剧。

## 履历
- 中华人民共和国计划委员会政策研究室研究员[2][3]
- 中国人民大学《经济理论与经济管理》杂志社担任主笔[2][3]
- 《中国社会科学》杂志社主笔。[2][3]

## 作品

### 专著
- . 北京市: 经济科学出版社. 2002. ISBN 9787505825116.
- . 北京市: 经济科学出版社. 2001. ISBN 9787505825079.
- . 北京市: 九洲图书出版社. 1997. ISBN 9787801141958.

### 编著
- 韩志国; 张二震. . 北京市: 经济科学出版社. 2001. ISBN 9787505824140.
- 韩志国; 段强. . 北京市: 经济科学出版社. 2002. ISBN 9787505827301.
- 韩志国; 段强. . 北京市: 经济科学出版社. 2002. ISBN 9787505829473.
- 韩志国; 段强. . 北京市: 经济科学出版社. 2002. ISBN 9787505829480.
- 韩志国; 段强. . 北京市: 经济科学出版社. 2002. ISBN 9787505830097.
- 韩志国; 段强. . 北京市: 经济科学出版社. 2002. ISBN 9787505829497.